# Литовсько-Руська митрополія (1316—1458)
Литовська митрополія – православна митрополія у підпорядкуванні Константинопольського патріархату, що існувала в 14-15 ст. у межах Литовсько-Руської держави та прилеглих руських князівств. 

## Історія митрополії
На початку XIV століття, після того, як більшість українських земель, в тому числі й Київ, увійшли до складу Великого князівства Литовського, Руського і Жемайтійського - особливо гостро стало питання окремої митрополії. 1300 року тодішній київський митрополит Максим (грек за походженням) переїхав з Києва до Владимира-на-Клязьмі - столиці підтримуваного татарами Великого князівства Владимиро-Суздальського і таким чином офіційно здійснив те, що до нього неофіційно практикували деякі його попередники. Перенесення митрополичої кафедри, (при цьому залишивши за собою титул «Київського», митрополити підтримували політику північних князів), викликало великі ускладнення в житті православних на Литовсько-Руських землях. 
Стараннями Великого князя Литовського Гедиміна, після 1300 року, Константинопольський патріарх Йоанн XIII Добрий (1316-1320) заснував[джерело?] Литовсько-Руську митрополію з центром у Новгородку. Точна дата заснування митрополії невідома, деякі джерела вказують на 1302-1305 рр., інші називають 1317 рік. Але точно відомо, що  1329 року Литовсько-Руський митрополит Теофіл брав участь у патріяршому соборі в Константинополі. Але вже 1330 р. митрополит Київський (Московський), грек Теогност приїздив на Волинь «за спадщиною по митрополитові Теофілові». В каталозі архієрейських кафедр зазначено, що цю кафедру скасовано «через близькість її до Руси, так що руський митрополит легко може нею правити»[джерело?]. Після того активними діями того ж Теогноста та[джерело?] великого князя Московського Семена Гордого 1347 року було скасовано Галицьку митрополію. 
З 1351 по 1354 рік, в Києві правив Митрополит Теодорит. Деякі дослідники  вважають, що його підтримував князь Любарт Ґедимінович. Теодорит був офіційно висвячений на Київського митрополита, але рукоположив його не Константинопольський, а болгарський патріарх у Тирнові. Митрополіт Теодорит жив у Києві, де його підтримувало місцеве населення[джерело?]. Крім Київщини, нового митрополита визнали Чернігівщина, та деякий час - Твер. Але 1354 року патріарший собор визнав неправомочним призначення Теодорита, і він мусив залишити митрополичу катедру.
У 1353-1354 рр., після смерті Теогноста, за митрополичий престол боролися у Києві та в Константинополі. Майже одночасно до Константинополя приїхали - ставленик Москви Олексій та ставленик Великого князя Ольґерда - Роман. 
Питання підлеглости українців Московському митрополитові загострилось через те, що Олексій (син чернігівського боярина, що перейшов до Москви, хрещеник великого князя Івана Калити, близький до всієї великокняжої родини, регент великого князя Дмитра за його дитинства) був речником політики Москви. Основи його політики були: мир зі Сходом, татарами, боротьба з Заходом — Литвою. Ольгерд добре розумів, чим загрожує Литовсько-Руській державі зайняття митрополичої катедри промосковським політиком. Після різних перипетій патріярх іменував у 1353 році Олексія митрополитом «Київським і всея Руси», а в 1354 році Романа — митрополитом Литовським і Малої Русі з єпархіями — Полоцькою, Туровською і катедрою в Новгородку (тепер Білорусь). Цим рішенням відновлювалася Литовсько-Руська митрополія. Так здійснилося прагнення Великого князя Литовського мати окремого митрополита й припинити церковну пов’язаність православної Литви із митрополитом «київським і всієї Руси», що тоді проживав переважно у Москві й підтримував великодержавницькі прагнення московських володарів. 
1356 року до Литовсько-руської митрополії офіційно було приєднано Галичину. Однак, як сказано у рішенні константинопольського синоду від 1361 р., Роман «прагнув чогось більшого» - претендував на звання митрополита Київського. Як і Теодорит, він жив у Києві, відправляв там службу Божу на власному престолі, і навіть зумів підпорядкувати собі Брянське єпископство. Проте, 1362 року, після смерті Романа, Константинопольський патріарх не призначив нікого на його місце, і Олексій залишився єдиним митрополитом. 
Зусиллями московських князів та митрополита, 1364 року патріарх Філотей мав намір підтвердити ліквідацію Литовської митрополії, звівши її до рангу «київського єпископства», підлеглого Олексієві. Однак ця трансформація так ніколи й не була втілена в життя, хоча саму грамоту було внесено до Святого Кодексу (до патріарших архівів).
1370 року польський король Казимир, на прохання православних галицьких князів і бояр, вислав до Константинополя єпископа Антонія з проханням поставити його митрополитом, «аби не пропав закон русинів», нарікав, що «всеруський» митрополит не дбає про православних у його володіннях; він навіть дозволив собі зазначити, що «нині вся ця земля зруйнована і в ній немає закону». Про це писав й Філотей в одній грамоті, де також висловлює жаль, що Олексій не відвідує «велелюдних» земель Литви та «Малої Русі». Більше того, Олексій за союз з Литвою відлучив князів Тверського та Смоленського від Церкви, брав участь у захопленні князя Тверського Михайла, плів політичні інтриги в родині Нижньогородського князя. На випадок відмови патріарха, Казимир попереджав, що тоді «прийдеться христити русинів на латинську віру».
Ця загроза вплинула і 1371 року патріарх Філотей відновив Галицьку митрополію. Патріарх поставив Антонія митрополитом, а після його смерти року 1391 (чи 1392), на вимогу Ягайла, поставив митрополитом Івана, єпископа Луцького (1392-1415). 
Того ж 1371 року Ольґерд, добивався у Константинополі призначення «іншого» митрополита «Києва, Смоленська, Твері, Малої Русі, Новосілля і Нижнього Новгороду». Патріярхові надсилали скарги на Олексія, і він був примушений призначити слідство, яке доручив архімандритові Кипріянові Цамблакові, що в 1373 р. приїхав до Литви. Через кілька років Константинополь погодився на вимоги Ольґерда, і 1375 року митрополитом Києва, Литви й Малої Русі було призначено Кипріяна. 
Патріарх його призначив з тією умовою, що після смерті Олексія він буде митрополитом Києва і всієї Русі. Олексій помер у 1378 році. Проте московські князі намагались поставити своїх митрополитів – Пимена та Діонісія, але вони не були висвячені патріархом. 1386 року Кипріян підпорядкував собі цілу митрополію. А 1401 року його стараннями було підпорядковано та зліквідовано Галицьку митрополію. 
1406 року, після смерти Кипріяна, Вітовт просив Константинопольського патріярха висвятити окремого митрополита Київського, але патріярх відмовився і висвятив у 1408 році грека Фотія, як єдиного митрополита. Погодившись на це, Вітовт зажадав від Фотія, щоб він жив у Києві. Але, пробувши недовго до Києва, Фотій переїхав до Москви, забравши з собою багато цінних речей. 
Спираючись на православне духовенство, Вітовт вирішив здобути окремого митрополита. У листі, в якому пояснювалось становище Православної Церкви, Вітовт писав, що «московські митрополити лише час від часу приїздили до Києва та Литви, церкви не строїли,... але, побираючи церковні прибутки, виносили ці гроші деінде; позабирали й повиносили церковні речі й святощі: страсті Христові, скіпетр і сандалії Богородиці, святі образи, ковані золотом, та інші дорогоцінні речі, всю церковну красу Київської митрополії, що постаралися й подавали давні князі на честь і пам'ять, не кажучи про золото, срібло й убори церковні …». 
Соборами єпископів православної церкви 1415 р. в Новгородку (березень, серпень, листопад) було вирішено поставити митрополитом «Церкви Київської і всієї Русі» Григорія Цамблака. Це поставлення зустріло шалений опір Московського митрополита Фотія та московських князів. Спочатку, з своїм листом та грамотою литовських єпископів Вітовт вирядив до патріярха свого кандидата на митрополита, колишнього ігумена Дечанського монастиря, Григорія Цамблака, небожа митрополита Кипріяна. Однак до патріярха приїхали посли з дарами від Фотія і «відмовили» патріарха та скомпрометували Григорія. Тоді, на другому соборі, Вітовт з єпископами знову звернувся до патріярха з проханням висвятити митрополита, обраного самим патріярхом. Відповіді не одержано. 
Тоді, 15 листопада 1415 року, скликав у Новгородку собор єпископів, в якому взяли участь: Полоцький, Чернігівський, Луцький, Володимирський, Смоленський і Туровський єпископи з Литви; Перемиський та Холмський — з Галичини; священики та багато князів, бояр та української шляхти. Собор висвятив на митрополита Григорія Цамблака. В окружній грамоті Собор мотивував його обрання прикладами Клима Смолятича 1147 р., а також подібними прецедентами в Болгарії і Сербії. Таким чином Руська православна церква виявилась фактично розділеною між Великим князівством Литовським, Руським і Жемайтійським та Московським князівством. Обрання Цамблака викликало спротив Фотія та, відповідно, обурення патріярха. 
Попри це, Литовський митрополит провадив активну діяльність. У 1418 році він був присутнім на соборі у Констанці, де, серед іншого, було подолано результати великого розколу католицької церкви та вирішувалась справа Яна Гуса. Посольство з Литовсько-Руського князівства було уряджене з великою помпезністю. Разом з Цамблаком їхало багато князів та магнатів з Литви, з Волощини, від татарського хана, Великого Новгорода. Ця величезна депутація з кількох сот осіб справила в Констанці велике враження, і її урочисто зустрічав сам цісар Сігізмунд. Григорій Цамблак виголосив привітальну промову папі, в якій висловлював надію на укладення унії Східної та Західної Церков, чого, мовляв, бажають багато православних та володарі Ягайло і Вітовт. Але, — казав він, — провести унію можна тільки через скликання собору з участю видатних богословів і знавців з обох сторін. Такий спосіб укладення унії не відповідав бажанням папи, і на цьому справа закінчилася, але Ягайло та Вітовт були дуже задоволені репрезентацією Цамблака.
Після смерті митрополита Григорія 1419 року (за іншими даними він виїхав з України), 1420 року митрополит Фотій знайшов шлях примиритися з Вітовтом, який визнав його, і до смерти (1431 р.) Фотій був єдиним митрополитом.
1432 року Митрополитом Київським (на Литовсько-Руських землях) було обрано смоленського єпископа Герасима. Майже одночасно собор московських єпископів обрав на митрополита рязанського єпископа Іону. Але прибувши до Константинополя Іона затвердження від патріарха не отримав. Константинопольський патріарх висвятив на Київську кафедру митрополита Ісидора. Проте деякий час (1432-1435 рр.) литовсько-українськими єпархіями управляв митрополит Герасим. Після його смерті владу над митрополією перебрав Ісидор.
У 1448 році Собор московських єпископів без порозуміння з Константинопольским патріархом поставив на митрополита «Київського» - єпископа Рязанського Іону. Ця подія вважається початком окремішності Московської церкви.
Після Флорентійської унії, ще до падіння Константинополя 1453 року, Московська церква, що перебувала в юрисдикції Константинопольської патріархії в складі Київської митрополії, відокремилася. Митрополит Іона, який помер у 1461 році, був останнім митрополитом у Москві, що мав титул «Київського і всія Русі». Наступник його на кафедрі іменується вже Московський і всія Русі. Московська митрополія перебувала в стані невизнаної — до перетворення її в Московську патріархію в 1589 році, тобто 141 рік.
Після фактичного відокремлення Московської митрополії, 1458 року на митрополита Київського, Галицького та всієї Руси було висвячено Григорія ІІ. Таким чином, Константинопольський патріарх надав Київській митрополії новий канонічний статус. Литовська митрополія припинила своє існування, увійшовши до складу Київської. Хоча досить довгий час столицею митрополитів був Новгородок, а згодом – Вільно. 
До Київської митрополії увійшли: Київська, Брянська, Смоленська, Полоцька, Турівська, Луцька, Володимир-Волинська, Берестейська, Перемиська, Галицька та Холмська єпархії. Деякий час Київського митрополита визнавав своїм зверхником й Новгородський ієрарх. 
В такому складі Київська митрополія діяла, як автономна церква Константинопольського патріархату, аж до приєднання до Московського патріархату наприкінці XVII століття.